# Германсверк
Германсверк — село і адміністративний центр Лейкангера, Норвегія. Крім того, воно було центром фюльке Согн-ог-Ф'юране, але оскільки, Германсверк і Лейкангер розростались разом, то зараз Лейкангер поглинув село і вважається центром фюльке.

## Інфраструктура
У місті є два супермаркети і штаб-квартира компанії, що працює в Західній Норвегії — «Norway Fjord Cruise», яка організовує круїзи.